# DMV-92
DMV-92(Daewoo MagleV-92)는 대우중공업과 한국기계연구원의 자기부상열차국책연구사업단에서 개발한 시험용 차량이다. 3개의 모듈을 하나로 연결하여 제작되었으며, 궤도에서 1cm 부상한다. 현재는 경기 가평군 설악면 한서로 543 - 31 , 경기 가평군 위곡리 산 128-2에 방치되고있다.

## 현재
현재는 폐차되지 않았지만 창고로 사용 중이여서 상태가 좋지 않다.